# پاین ریج، شهرستان کلیر، فلوریدا
پاین ریج (به انگلیسی: Pine Ridge) یک منطقهٔ مسکونی در ایالات متحده آمریکا است که در شهرستان کلیر، فلوریدا واقع شده‌است. پاین ریج ۴٫۷ کیلومتر مربع مساحت و ۱٬۹۱۸ نفر جمعیت دارد.